# Sagen aus Uri
Zwischen 1903 und 1925 sammelte Pfarrer Josef Müller im Kantonsspital Uri Erzählungen über eigenartige Begebenheiten und Geschichten von Berglern. Die etwa 1600 Sagen wurden als Sagen aus Uri in drei Bänden und einem Bildband veröffentlicht. Die Geschichten findet man zum Teil im ganzen Alpenraum. Bei der Sammlung handelt es sich um die ausführlichste Sagensammlung aus dem Alpenraum.
Die Sagen wurden früher vor allem im Winter an langen Abenden erzählt. Sie dienten der Unterhaltung und der Belehrung.

## Inhalt der Sagen
Bei den Sagen handelt es sich vor allem um Volkssagen. Sie sind sprachlich und stilistisch eher karg und ein-episodisch. Einzig bei klassischen Sagen wie der Sage der Teufelsbrücke, der Surenensage oder der Urnerbodensage handelt es sich um reich ausgeschmückte Sagen. Die Geschichten geben einen Einblick in die Seele der Bergbevölkerung und sind genauso eng und abgründig wie die Welt, in der die Erzähler leben.

## Beispiele

### Lebendig Begraben
„Man erzählte in Altdorf von einer Frau, die im ehemals Crivellischen Hause wohnte, dass sie in der Nacht nach ihrer Beerdigung, mit einer Laterne versehen, zu Hause läutete und, als man sie mit Schrecken erkannte, erklärte, der Totengräber sei gekommen, habe den Sarg geöffnet, um einen kostbaren Ring von ihren Fingern zu nehmen. Da der Ring aber nicht leicht zu entfernen war, habe er ihr in den Finger geschnitten, was sie auch geweckt habe. Als sie sich aufrichtete, sei der Totengräber davongesprungen und habe seine Laterne stehen gelassen. Die Frau soll nachher in ihrem Leben nie mehr gelacht haben.“ (Erzählt: Frau Oberst Epp-Schmid)
Tatsächlich gibt es im Kirchenbuch von Altdorf UR zweimal einen Eintrag vom Tode derselben Frau. Die Einträge liegen innerhalb von 14 Tagen.

### Der gespenstige Hirte
„Am Bristenstock, nämlich in der Blackialp, sehen die Älpler alle Jahre an einem bestimmten Tage einen jungen Burschen, der mit grosser Mühe eine Kuh auf dem Rücken durch ein Tobel hinaufträgt. Bevor er sein Ziel erreicht, fällt ihm das Tier hinunter, und wehklagend und jämmerlich schreiend verlässt der Bursche das Tobel. Das sei ein ehemaliger Küher der Alp, der aus sträflicher Nachlässigkeit eine Kuh hatte 'erdrohlen' lassen.“ (Erzählt: Josef Zgraggen)
Die Sage greift das Thema der Sisyphosstrafe auf und warnt davor, „sträflich nachlässig“ zu sein.